# Julius Immanuel Bergh
Julius Immanuel Bergh, född 30 mars 1810, död 27 februari 1878, var en finländsk lärare och präst. Han var bror till Johan Fredrik Bergh.
Bergh var docent i hebreiska vid Helsingfors universitet och senare rektor i Kuopio. År 1861 blev han kyrkoherde i Limingo och erhöll 1864 teologie doktors titel. Bergh var tillsammans med Lars Stenbäck och Carl Gustaf von Essen en av ledarna inom de pietistiska akademiska kretsarna i Helsingfors och deltog därvid i striden kring Johan Ludvig Runebergs Den gamla trädgårdsmästarens brev. Efter sin överflyttning till Kuopio var han till en början en centralfigur inom väckelserörelsen i Savolax men råkade snart i konflikt med sina trosfränder på grund av sina starka bildningsintressen och utvecklades under inflytande av dessa till allt större tolerans. Både som pedagog och kyrklig ledare var Bergh på sin tid en av Finlands främste, till sin åskådning konservativ men samtidigt energisk, initiativrik och en kraftig förkämpe i synnerhet för skolväsendets utveckling.

## Verk
- Vaticinia Joelis sacri vatis fennice versa notisque philologicis illustrata (1839-1840)[2]
- Försök till framställande af kyrkans förhållande till verlden i närvarande tid (1847)
- Hos hvem finnes den heliga ande? (1859)
- Försök till granskning af det kyrkliga inspirationsbegreppet (1864)
- Kiittäkäät Herraa! (1893)